# Меч святого Вацлава
Меч святого Вацлава (чеш. Svatováclavský meč) — меч, использовавшийся в церемонии коронаций монархов Богемии; наряду с короной Святого Вацлава, королевским скипетром, державой и золотым коронационным  крестом является частью чешских королевских регалий. В отличие от других королевских регалий, меч Святого Вацлава и коронационный крест находятся в постоянной экспозиции сокровищницы собора Святого Вита в капелле Святого Креста в Пражском Граде.

## История
До XIX века считалось, что меч был подлинным оружием князя Вацлава, правившего в X веке. Позже возобладала точка зрения, что меч изготовлен в XIV веке, вероятно, императором Священной Римской империи Карлом IV, который был коронован королём Чехии под именем Карел I. Известно, что Карл IV сделал новую церемониальную корону чешских монархов — корону Святого Вацлава. Современная техническая экспертиза подтвердила, что клинок меча был изготовлен в раннем средневековье, вероятно, в X веке и, таким образом, меч действительно мог принадлежать святому Вацлаву. Крест на клинке меча и навершие на эфесе были добавлены, вероятно, в XIII веке. В сокровищнице собора Святого Вита также хранятся шлем и кольчуга, которые, скорее всего, принадлежали князю Вацлаву.
Меч впервые упоминается в 1333 году в инвентаре ризницы собора Святого Вита. Когда меч впервые использовался при коронации, точно не известно. Упоминается в описании процедуры коронации, написанной Карлом IV приблизительно в 1347 году. Король пишет, что высший сановник Чешского королевства должен нести перед ним меч вместе с другими королевскими регалиями во время торжественного шествия к главному алтарю пражского собора. Король держал меч непосредственно перед возложением на него венца, а после, уже будучи коронованным, посвящал этим мечом в рыцари.

## Описание
Длина клинка меча — 76 см, ширина в самом широком месте составляет 45 мм, на клинке имеется отверстие в форме креста (45 х 20 мм). Деревянная рукоять меча покрыта желто-коричневой тканью и бархатом, расшитым орнаментом из толстой серебряной нити в виде лавровых ветвей.